# ستيوارت ريمر
ستيوارت ريمر (بالإنجليزية: Stuart Rimmer)‏ (12 أكتوبر 1964 في المملكة المتحدة - ) هو لاعب كرة قدم بريطاني في مركز الهجوم. لعب مع بريستون نورث إيند ونادي إيفرتون ونادي بارنسلي ونادي روتشديل ونادي واتفورد ونادي والسول ونوتس كاونتي ونادي تشستر سيتي ونادي مارين ‏.

## وصلات خارجية
- ستيوارت ريمر على موقع قاعدة بيانات كرة القدم.إي يو (الإنجليزية)
- ستيوارت ريمر على موقع Soccerbase.com (لاعب) (الإنجليزية)